# Jeep Wagoneer
O Wagoneer é um Veículo utilitário esportivo de grande porte, produzido inicialmente pela Willys Overland Motors e, posteriormente, pela Jeep, entre 1963 e 1991. Sucedeu o Willys Jeep Station Wagon (vendido no Brasil como Rural Willys) e foi sucedido pelo Jeep Grand Cherokee.

## Galeria
- Primeira geração (1963-1991)
- Segunda geração (1984-1996)
- Terceira geração (1993-1998)
- Quarta geração (2021-presente)